# Georges Benedetti
Pour les articles homonymes, voir Benedetti.
Georges Benedetti, né le 29 juillet 1930 à Antisanti et mort le 19 novembre 2018 à Ville-di-Pietrabugno, est un médecin et homme politique français.

## Biographie
Fils de Constantin Benedetti, maire d'Antisanti, docteur en médecine, Georges Benedetti fut sénateur du Gard, sous l'étiquette du Parti socialiste pendant deux ans, député de 1981 à 1986 (avec comme suppléante Nicole Bouyala) puis de 1988 à 1993 (remplacé par Cyprien Jullian, adjoint au maire de Nîmes).
Il est maire de Bagnols-sur-Cèze[réf. souhaitée].
En 1988, il est élu face notamment au Front national Rémy François et au RPR André Savonne.
Il est membre du Conseil d'administration de l'Institut régional du cinéma et de l'audiovisuel (IRCA) à partir de 1992 et a présidé l'association de Recherches Historiques d'Antisanti (Ricerche Storiche d'Antisanti). Georges Benedetti s'est également fortement engagé pour le developpement de la langue corse, pour lui le corse doit s'apprendre dès l'école maternelle .
Il meurt le 19 novembre 2018 à Bastia. Il reçoit divers hommages, notamment de ses quatre successeurs à la mairie de Bagnols : René Cret, Gérard Revol, Jean-Christian Rey et Jean-Yves Chapelet.
Il est le père de Jean-François Benedetti, disparu en 1976 dans les Alpes.

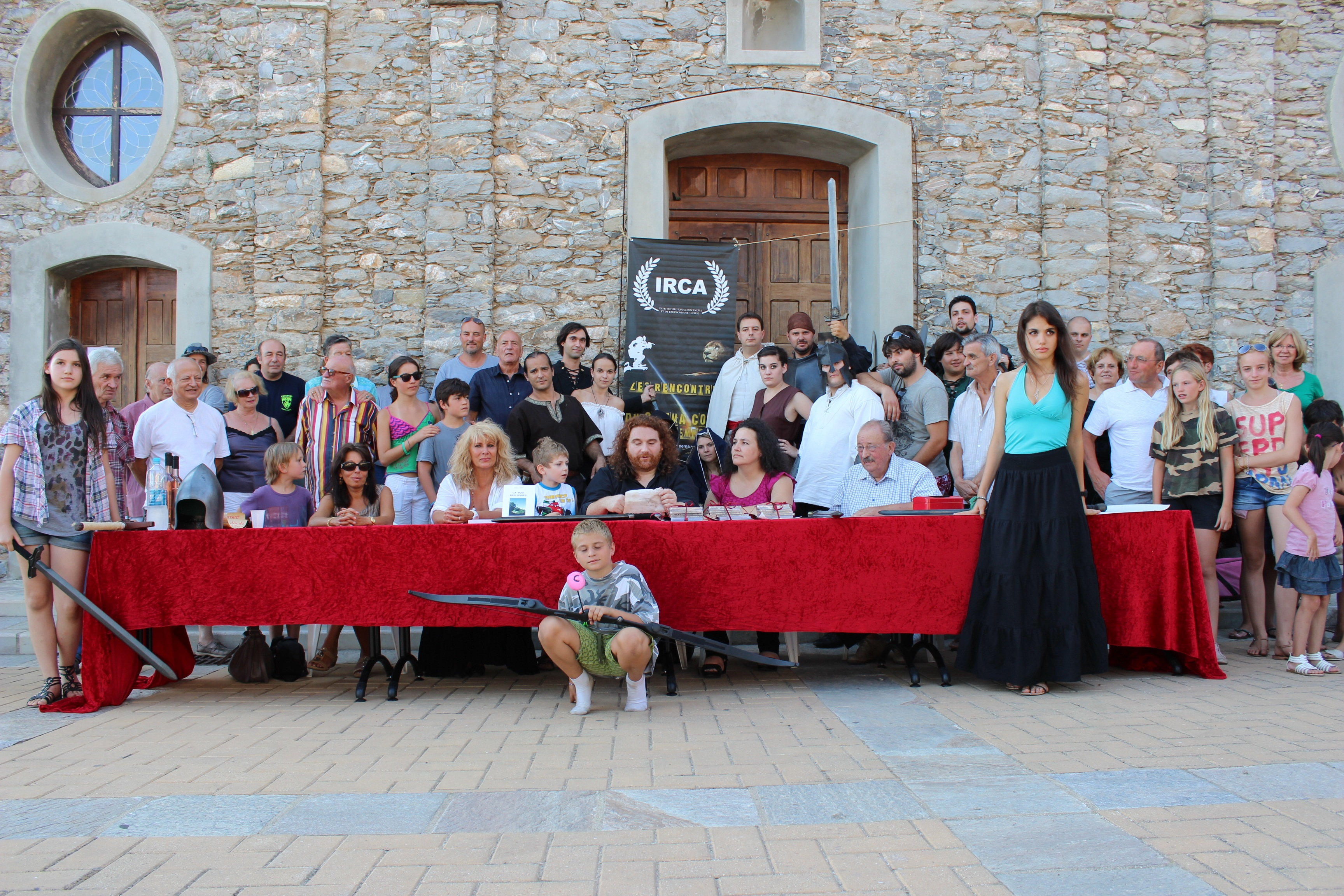
Georges Benedetti et Magà Ettori présentent la Charte Ciné Corsica à Antisanti en 2012.

### L'Institut régional du cinéma et de l'audiovisuel de Corse
Georges Benedetti a été le premier parrain de l'IRCA en 1992, alors qu'il était en fonction (député du Gard et maire de Bagnols-sur-Cèze). En 2012, Magà Ettori, le fondateur de l'IRCA, a cédé sa place à Georges Benedetti à l'occasion du 20e anniversaire de l'Institut régional du cinéma et de l'audiovisuel - Corse (IRCA). La Charte Ciné Corsica a été signée au village d'Antisanti d'où est originaire Georges Benedetti, et dont le père fut maire du village. La  Charte Ciné Corsica définit un cadre ayant valeur de référence pour toutes celles et ceux qui souhaitent faciliter l'émergence d'une expression cinématographique insulaire authentique et de qualité. Georges Benedetti a rendu un vibrant hommage à Magà Ettori lors de la passation de pouvoirs, soulignant son incroyable dévouement à la Corse et au 7e art.

## Détail des mandats électifs
- Maire de Bagnols-sur-Cèze de 1977 à 1989
- Député (PS) du Gard (1981-1986 et 1988-1993)
- Sénateur du Gard (1986-1988)
- Conseiller général du canton de Bagnols-sur-Cèze (1976-1994)
- Président du conseil général du Gard (1982)